# NTTファシリティーズ
株式会社NTTファシリティーズ（エヌ・ティ・ティ・ファシリティーズ、英: NTT FACILITIES, INC.）は、東京都港区芝浦に本社を置く、NTTグループの組織系建築設計事務所・エンジニアリング企業である。NTTアーバンソリューションズの完全子会社である。

## 概要
旧逓信省営繕課の流れを引き継ぐ日本屈指の組織系建築設計事務所・エンジニアリング企業である。逓信省関連のインハウスの設計組織として戦前から日本の建築界をリードし続けてきた。中華人民共和国青島市の都市計画コンペにて1位を獲得するなど、国際的にも評価が高い。

## 沿革
- 1885年 - 逓信省経理局営繕課設立
- 1949年 - 電気通信省施設局建築部設立
- 1952年 - 日本電信電話公社設立
- 1985年 - 日本電信電話株式会社（現・NTT株式会社）設立
- 1992年 - 株式会社NTTファシリティーズ設立
- 2013年 - タイ王国Unitorio Technologyを子会社化
- 2014年 - シンガポール共和国Pro-Matrix、米国Electronic Environments Corporationを子会社化
- 2021年 - 地域会社7社及びNTTファシリティーズＦＭアシストとNTTファシリティーズ総合研究所を吸収合併
- 2022年 - エンジニアリング業務等の電力関連業務をNTTアノードエナジー株式会社へ承継

## 主な建築物
逓信建築
- 京都中央電話局西陣分局（1921）[3] - 重要文化財
- 逓信省門司郵便局電話課庁舎 （1924） - 近代化産業遺産
- 検見川送信所 （1926）
- 京都中央電話局（1926）/ 現・新風館 （2003）
- 東京中央郵便局 （1931） - DOCOMOMO20選定
- 東京逓信病院 （1937）[3]
- 大阪中央郵便局 （1939）[3]
- 東京逓信病院高等看護学院 （1951）[4] - 1950年度日本建築学会賞技芸賞
- NTT東日本関東病院 （1956） - 1958年度日本建築学会賞作品賞
- NTT日比谷ビル （1961）[3] - 第3回BCS賞
- 一橋総合ビル （1972） - 第13回BCS賞
- 横須賀電気通信研究所 （1972）[5] - 第15回BCS賞
- 三鷹電電ビル （1983）[6] - 第25回BCS賞

NTTファシリティーズ発足以降
- 豊洲センタービル （1992）
- 山口県国際総合センター （1996）
- 横浜メディアタワー （1999）
- NTTクレド岡山ビル （1999）
- 東京オペラシティ （1999）[7] - 第41回BCS賞特別賞
- けやきひろば （2000）
- 代官山アドレス （2000）
- NTTドコモ代々木ビル （2000）[8]
- 帝国データバンク本社 （2000）
- NHK大阪放送会館・大阪歴史博物館 （2001）[9] - 第10回公共建築賞
- NTT東日本札幌病院 （2002）
- 南相馬市民文化会館 （2003）
- NTTドコモ墨田ビル （2004）
- NTTドコモ東北ビル （2004）
- 富士ソフト本社 （2004）
- サンポートホール高松 （2004）
- 深川ギャザリア （2004）
- NHK福島放送局 （2005）
- 石垣島天文台 （2005）
- アーバンネット名古屋ビル （2005）
- 東京国際空港第2ターミナルビル （2005）[10]
- 東京大学地震研究所1号館 （2006）
- 文化放送メディアプラス （2006）
- KKR札幌医療センター （2006）[11]
- 秋葉原UDX （2006）[12]
- 日本橋丸善東急ビル （2006）
- 稲城市立中央図書館 （2006）
- 仙台市天文台 （2007）
- 獨協大学天野貞佑記念館 （2007）[13]
- 平鹿総合病院 （2007）[14]
- 朝日放送本社 （2008）[15]
- 大分放送本社 （2008）
- 中央労働金庫本店 （2009）[16]
- JAビル （2009）[17]
- 東京大学大気海洋研究所 （2010）[18]
- 国立病院機構横浜医療センター （2010）[19]
- 渋谷区文化総合センター大和田 （2010）[20]
- 八王子市民会館 （2010）[20]
- 大手町フィナンシャルシティノースタワー （2012）[21]
- グランフロント大阪 （2013）[22]
- 品川シーズンテラス （2015）[23]
- MIZKAN MUSEUM （2015）[24]

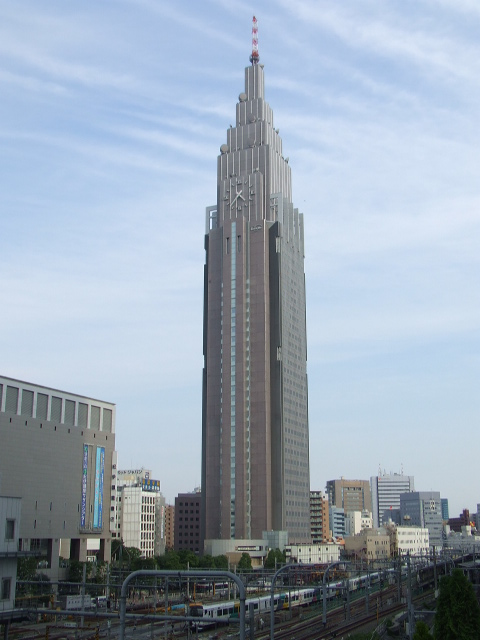
NTTドコモ代々木ビル
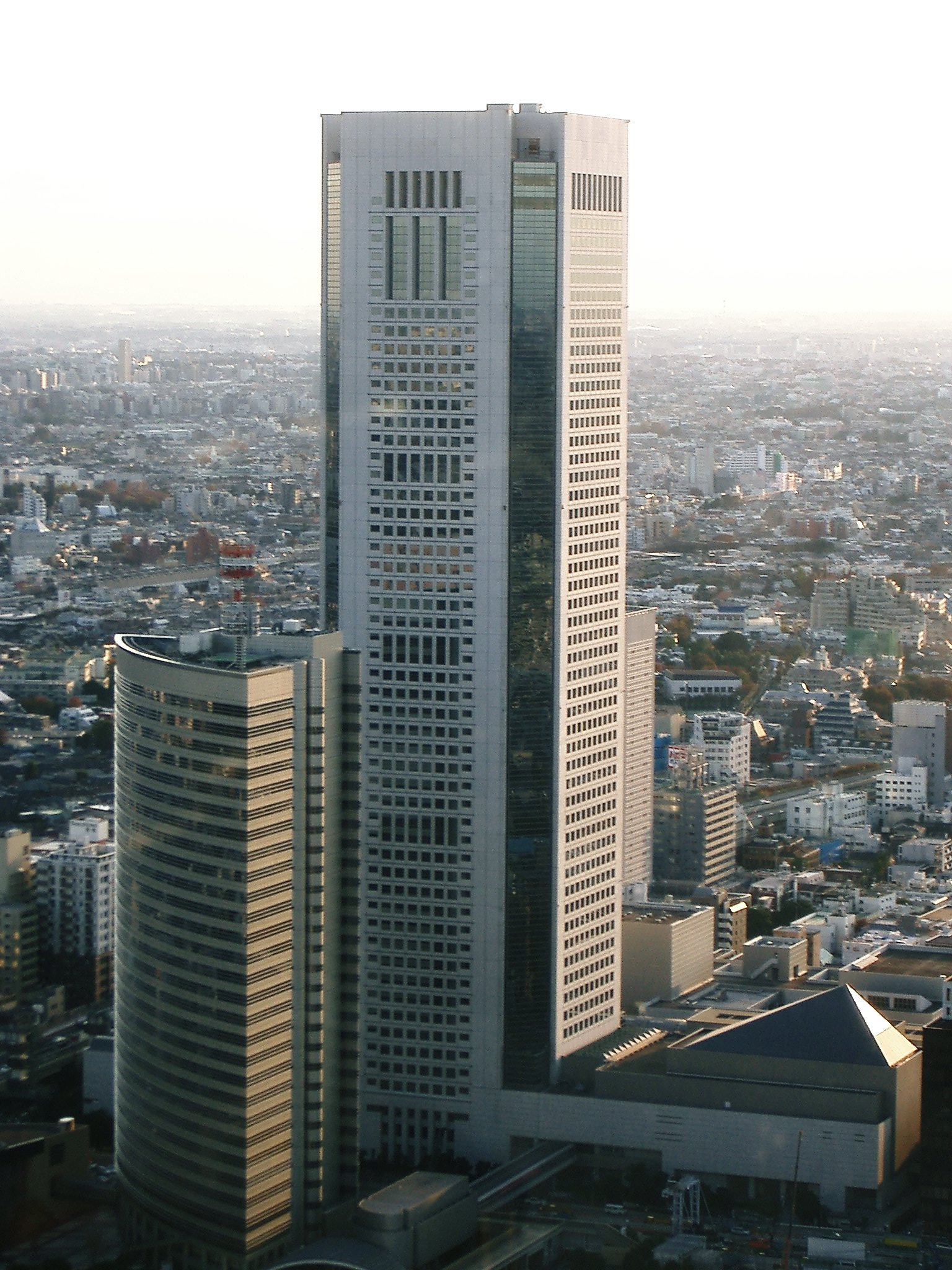
東京オペラシティ
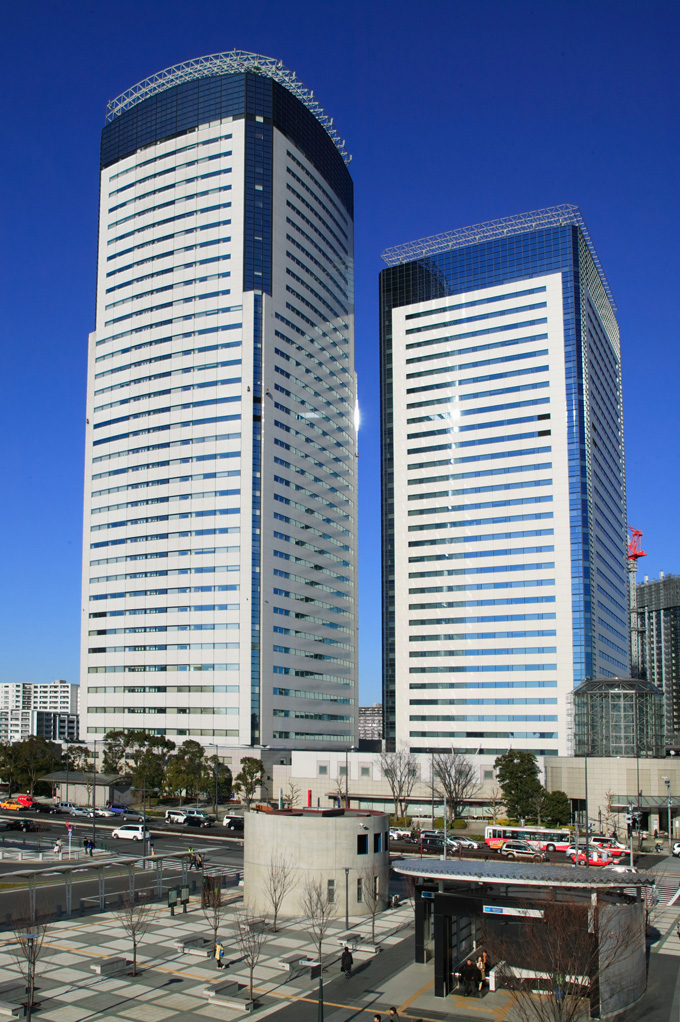
豊洲センタービル
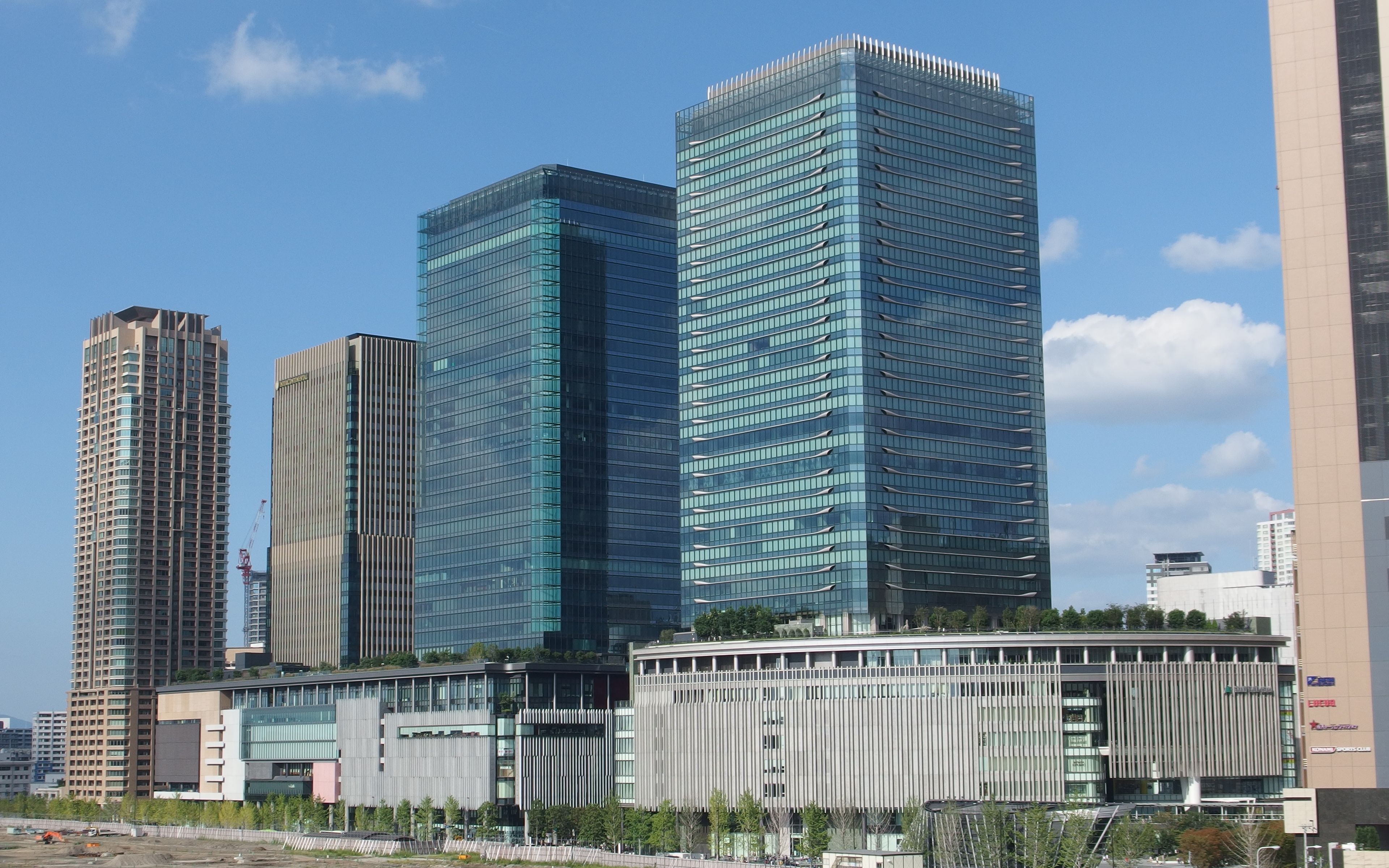
グランフロント大阪
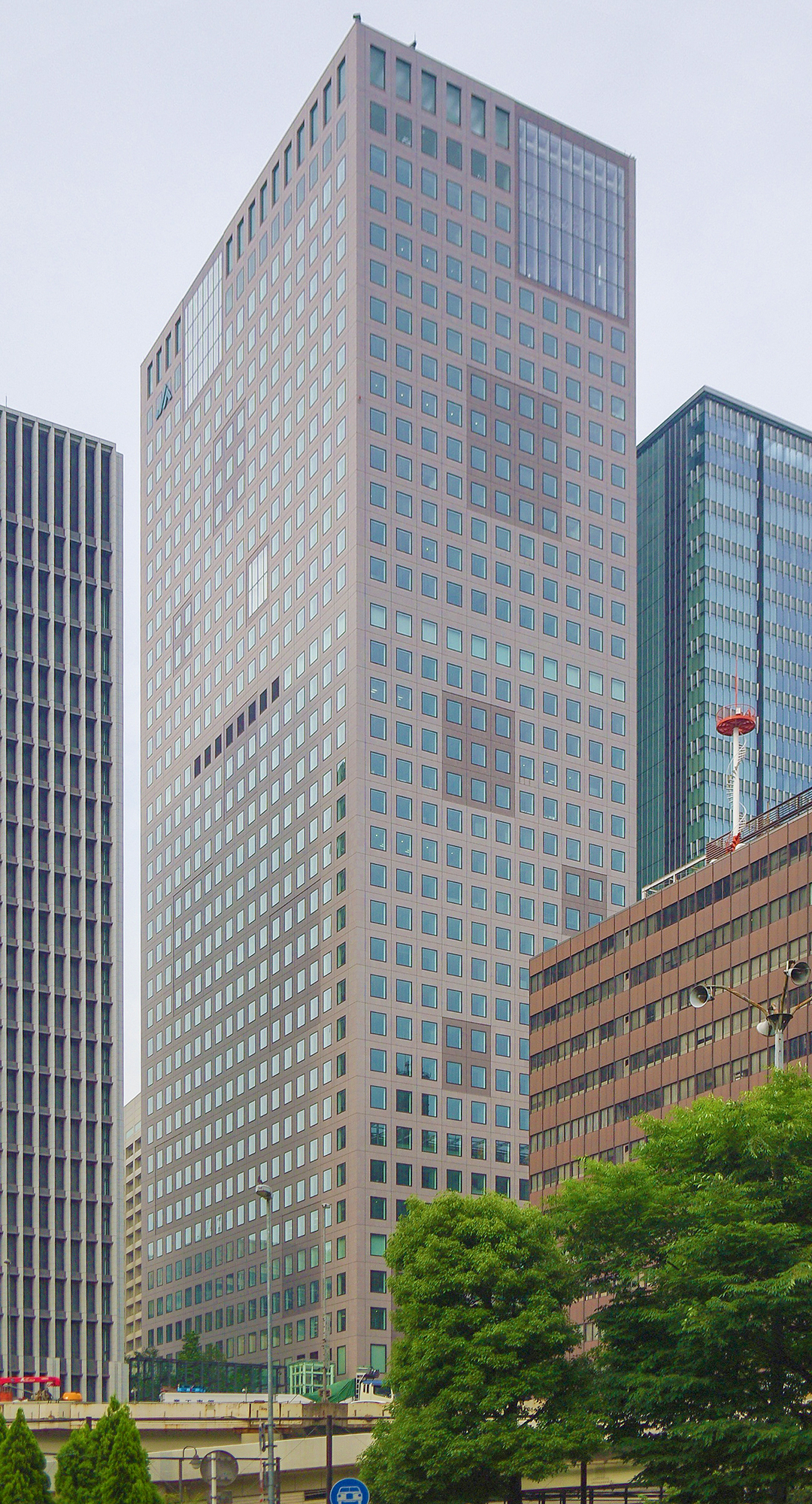
JAビル
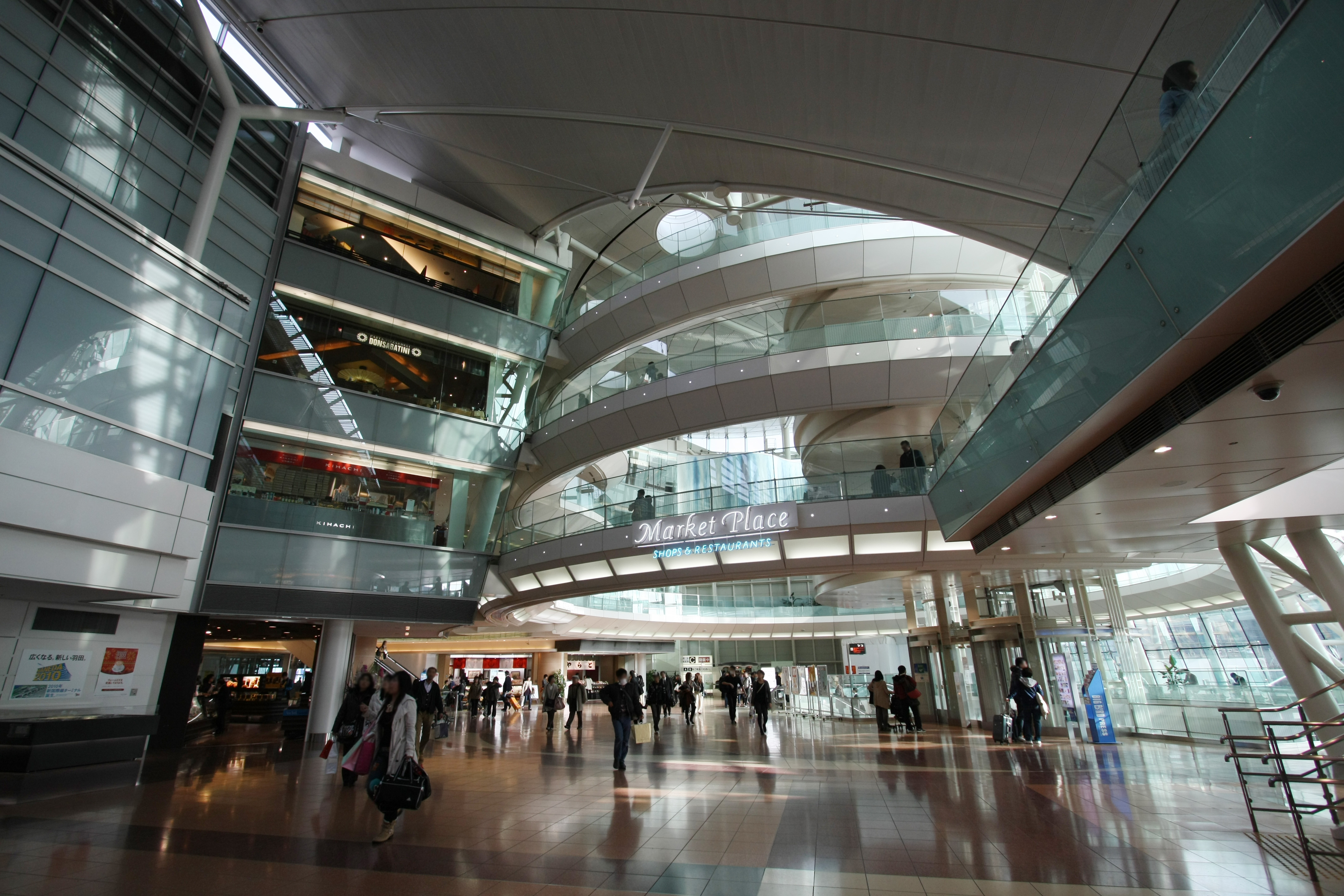
東京国際空港第2ターミナルビル

## エンジニアリング事業

### データセンターエンジニアリング
- 高効率電算機用空調システム"ANEMOS" （1998） - 第36回空気調和・衛生工学会賞技術賞
- ICT装置用トータルソリューションシステム"ACORDIS" （2006） - 2006年度日本建築学会賞技術賞
- データセンター空調自動制御システム"Smart DASH" （2012） - 2012年Green Grid Datacenter Award最優秀賞
- データセンターの省電力化を実現する技術開発 （2013） - 平成25年度地球温暖化防止活動環境大臣表彰
- 世界初、あらゆるICT機器に対応する高電圧直流（HVDC）給電システム開発 （2013）
- 間接外気冷房型パッケージ空調機"FMACS-V hybrid"（2014） - 2014年度日本冷凍空調学会賞・技術賞

### 電力エンジニアリング
新電力
新電力最大手のエネットを子会社に持ち、自家発電等の電気の購入・販売、小型の火力発電所やマイクロ型の水力発電についてのエネルギーコンサルティングを行っている。また、地域新電力会社としての北上新電力（岩手県北上市、100％出資）、やまがた新電力（山形県山形市）、浜松新電力（静岡県浜松市、25％出資）などの設立および運営に携わっている。
マンション電力提供サービス
マンション高圧一括受電サービスのアグリゲータとして、一般的な電力会社の料金より約5％安価な電力を提供している。また、サービス利用者を対象にしたデマンドレスポンスサービス「エネビジョン」を通じたネガワットアグリゲーションも実施している。2015年3月現在、全国の32,000戸に導入されている。
メガソーラー
前身の電電公社時代である1962年、「独立型通信用電源」としての太陽光発電システムを福岡県小呂島の公衆電話で実用化した。以来、環境保護の観点から太陽光発電に対する需要が高まり、太陽光発電のシステムインテグレーターとしてその構築を行っている。また自社においても2015年4月時点で50か所に上る太陽光発電事業用サイトを展開しており、そのほとんどがメガソーラーである。

## 人物
出身者・在籍者
- 林雄嗣
- 蜂須賀達志  - 元日総建社長
- 石原智也
- 島谷聡
- 永井英敏
- 平山文則 - 岡山理科大学教授
- 松原和彦
- 吉田信一郎
- 河村大助
- 橋本律雄

逓信省営繕課・電電公社建築部出身者
- 岩元禄
- 山田守
- 吉田鉄郎
- 小坂秀雄
- 山口文象 - アール・アイ・エー創立者
- 渡辺仁
- 薬師寺厚
- 國方秀男 - 日総建創立者
- 高橋靗一 - 大阪芸術大学名誉教授
- 内田祥哉 - 東京大学名誉教授、第43代日本建築学会会長

## 広告活動
提供番組　
すべて現在は提供終了。
- ワールドビジネスサテライト（テレビ東京系、2013年10月 - ）
- 真相報道 バンキシャ!（日本テレビ系、2010年4月 - ）
- スーパーJチャンネル（山口朝日放送）
- スーパーニュース WEEKEND（沖縄テレビ）
- わが町の建築物語（BS日テレ、2010年10月12日 - 2014年3月25日）※一社提供
- ぶらり途中下車の旅（日本テレビ系、提供終了）
- 報道ステーションSUNDAY（テレビ朝日系）
- ザ!鉄腕!DASH!!（沖縄テレビ）

スポーツ・文化
- 大宮アルディージャオフィシャルパートナー
- NHK交響楽団賛助会員